# Desa Ngablak (administrativ by i Indonesien, Jawa Tengah, lat -7,41, long 110,40)
Desa Ngablak är en administrativ by i Indonesien.   Den ligger i provinsen Jawa Tengah, i den västra delen av landet, 400 km öster om huvudstaden Jakarta.